# アドナン・メンデレス
アリ・アドナン・エルテキン・メンデレス（トルコ語：Ali Adnan Ertekin Menderes、1899年 ‐ 1961年9月17日）は、トルコの政治家。1950年に初の自由選挙により選出された首相となったが、1960年に軍部のクーデターで逮捕され、翌年処刑された。

## 経歴

### 野党政治家
1899年にアイドゥン県ギュゼルヒサルに地主の子として誕生する。イズミルのアメリカン・スクールを卒業した。祖国独立戦争の際は独立勲章を受章している。1930年、ごく短期間存在した自由共和党のアイドゥン支部を設立して政治の道に進む。この党が非合法化されたのちは共和人民党に入党し、1931年にアイドゥン市議会議員に当選。1936年に国会議員に初当選。議員を兼ねたままアンカラ大学で法学を学ぶ。
1945年、共和人民党を除名される。翌1946年にジェラル・バヤルらと民主党を設立、党内でバヤルに次ぐ地位を得た。これは自由共和党、1945年に設立された国家進歩党に次いで、トルコ共和国史上三番目の合法的な野党だった。共和人民党による一党独裁が改められた最初の選挙は1947年に行われるはずだったが、イスメット・イノニュ大統領は民主党に準備期間を与えないため選挙を1年前倒しし、民主党は465議席中64議席しか得られなかった。真のトルコ史上初の自由選挙となった1950年5月の総選挙では民主党が圧勝し政権を獲得、バヤルは第3代大統領に、メンデレスは第19代・9人目の首相に就任した。軍の一部はイノニュ大統領に民主党を解散させ大統領職を続けるべきだと進言したが、イノニュは断って野党党首になった。

### 首相
メンデレスの在任中、トルコは内政・外交で建国の父ケマル・アタテュルク以来の方針を大転換することになった。何よりも第一に、イスラム教に対する政教分離原則が緩和された。1950年の総選挙の際は1932年以来禁止されていたアラビア語によるアザーン解禁を訴えて支持を広げた。イスラム国家を思わせる建築物を建て、学校でのイスラム教育を容認し、イスラム的内容な番組の放送を許可した。また法的な定めで使用されていた現職大統領であるイノニュの肖像を紙幣や切手から外し、代わりにアタテュルクの肖像を配した（これは現在も続いている）。国民のアタテュルクに対する敬愛によりこの措置は大きな支持を得たが、同時に現在まで続くトルコにおけるアタテュルク崇拝を固定化したともいえる。
産業振興及び都市化は従来の方針が維持され、アメリカ合衆国のマーシャル・プランを受けて農業の機械化が進められた。経済的には自由主義の方針をとり、大企業による自由な経済活動を振興し、経済改革を推進した。トルコは経済成長を享受して庶民層でのメンデレスの人気が高まり、1954年の総選挙に勝利して再任する。しかし1955年9月にイスタンブールでギリシア系住民に対するポグロムが発生し、国際的な非難を浴びた。庶民の不満を逸らす、あるいは当時のキプロス紛争との関連で、この暴動はメンデレス政府が使唆したものだと反対派に攻撃されたが、真相は今も不明である。この結果11月にメンデレスに対する不信任決議が成立し、内閣改造を強いられた。
経済成長は同時に貧富の格差をもたらし、メンデレス人気も徐々に陰りが見え始める。急増する人口に教育・福祉予算は膨大なものとなり、輸入が増大した反面で世界的な農産物価格の低落傾向により輸出額が落ち込み貿易赤字が増大、累積赤字が問題化することになる。メンデレスは物価の法定化と国家による経済統制でこれに対応した。1957年の総選挙では得票率48パーセントに留まったが、選挙制度の恩恵で議席の7割を確保して3選した。しかし苦しくなる政権運営にメンデレスはメディアに対する検閲を強め、共和人民党に対してラジオを使って攻撃するなど、不寛容な面を見せ始めた。アタテュルクの理想が失われることを危惧する学生や青年将校といったインテリ層の支持を、メンデレスは急速に失っていくことになる。
外交では1952年にNATO加盟を実現するなど、アタテュルク以来の中立主義をやめて西側諸国との同盟を深めた。
1958年には国賓として来日を果たしている。
1959年、キプロス独立をめぐりイギリス及びギリシャの首相と会談するためロンドンに向かう途中、ガトウィック空港の手前で乗っていた飛行機が墜落したが、生き延びた。同年、欧州経済共同体との協力条約を締結（1964年発効）。

### クーデター、刑死
1960年5月27日、軍部は
クーデターを起こし、メンデレスやバヤルら政府首脳を逮捕した。ジェマル・ギュルセル将軍の下で「国家統一委員会」が組織され政権を掌握、民主党は非合法化され、メンデレスら590名の民主党のメンバーはヤッス島の刑務所に収監された。汚職や憲法違反、ギリシア人に対する迫害などの罪状による裁判の結果、メンデレス首相、バヤル大統領、閣僚2名、政府官僚11名に死刑が宣告された。メンデレスは睡眠薬自殺を図ったため、判決の場には居なかった。軍事政権に対する国際的な圧力にもかかわらず、メンデレスは1961年9月17日にイムラル島で閣僚2名と共に絞首刑となった。
トゥルグト・オザルが大統領となっていた1990年、メンデレスは公式に名誉回復され、イスタンブールの廟に改葬された。1992年設立のアイドゥン大学や、1987年開港のイズミル空港などには彼の名が冠されている。2006年になって、イノニュ首相やギュルセル大統領は彼の処刑を中止するよう刑務所に電話をかけたが、接続が切られたという証言が出ている。またメンデレスの生涯を描いた映画が制作されたという。